# Musculus salpingopharyngeus
De musculus salpingopharyngeus (musculus: spier; salpinx: trompet; pharynx: keel) is een spiertje in het keel-, neus- en oorgebied dat een belangrijke functie heeft voor het openen van de buis van Eustachius en het heffen van het strottenhoofd. 

## Aanhechting
De spier heeft zijn oorsprong op het kraakbenige deel van deze buis en loopt verder naar beneden om samen te gaan met de musculus palatopharyngeus. Hierna lopen de spieren samen verder en hechten vast aan de bovengrens van het strottenhoofd. 

## Functie
De buis van Eustachius verbindt het middenoor met de neus-keelholte en maakt het zo mogelijk om de luchtdruk in het middenoor aan te passen aan de luchtdruk buiten het oor. Zo kan er geen drukverschil ontstaan dat leidt tot gehoorvermindering of pijn. Dit kan bijvoorbeeld gemerkt worden in vliegtuigen, waar de druk in de cabine hoger wordt door daling, terwijl de druk in het middenoor gelijk blijft.
Ook heeft de spier als functie om de farynx (keel) en de larynx (strottenhoofd) te heffen in de pharyngeale fase van het slikmechanisme. Bij deze beweging wordt de larynx omhoog getrokken om zo de trachea (luchtpijp) te sluiten, zodat geen aspiratie (verslikking) kan optreden en voedsel gewoon in de slokdarm terecht komt.

## Innervatie
De m. salpingopharyngeus wordt geactiveerd door de tiende hersenzenuw, de N. X, de Nervus vagus.